# Периклис Илиадис
Периклис Х. Илиадис (на гръцки: Περικλής Χ. Ηλιάδης) е гръцки политик, депутат, и издател на вестник „Фони тис Касторияс“, автор на книги за Гражданската война в страната (1946 - 1949).

## Биография
Роден е в 1892 година в малоазийското градче Испарта (на гръцки Спарта), Османската империя. Емигрира в Гърция и се установява в град Костур. Работи като учител в костурската еврейска общност, а по-късно е инспектор по общественото образование в региона на Нестрам. По време на италианската окупация е хвърлен в затвора заради патриотична дейност. В 1945 година основава вестник „Фони тис Касторияс“ (в превод Костурски глас), който ръководи до 1960 година. В 1946 година е избран за депутат от Лерин с Националната либерална партия, като събира 2917 гласа.
Умира в Солун на 12 май 1981 година и е погребан в Негуш.